# Gláser József
Gláser József, Glázer (Hegyeshalom, 1942. október 30. –) magyar bajnok labdarúgó, csatár, jobbszélső.

## Pályafutása
Tagja volt az 1963-as őszi bajnokságban aranyérmes csapatnak. Négy bajnoki mérkőzésen lépett pályára. 1964-től a MÁV-DAC együttesében folytatta pályafutását. Itt tagja volt az 1969-es idényben NB II-es (akkori harmadosztály) bajnokságot nyert csapatnak.

## Sikerei, díjai
- Magyar bajnokság
  - bajnok: 1963-ősz